# В СССР секса нет
«В СССР секса нет» — крылатая фраза, источником которой послужило высказывание одной из советских участниц телемоста Ленинград — Бостон («Женщины говорят с женщинами»), записанного 28 июня и вышедшего в эфир 17 июля 1986 года.

## История возникновения фразы
В 1986 году телеведущие Владимир Познер и Фил Донахью организовали один из первых советско-американских телемостов эпохи Гласности, который режиссировал Владимир Мукусев. В ходе общения американская участница телемоста задала вопрос:
…У нас в телерекламе всё крутится вокруг секса. Есть ли у вас такая телереклама?
Советская участница Людмила Николаевна Иванова (в то время — администратор гостиницы «Ленинград» и представительница общественной организации «Комитет советских женщин») ответила:
Ну, секса у нас… (смешок) секса у нас нет, и мы категорически против этого! У нас есть любовь.
Окончание фразы заглушили смех и аплодисменты. После того как аудитория отсмеялась, одна из советских участниц уточнила:
Секс у нас есть, у нас нет рекламы!
В обиход вошла искажённая и вырванная из контекста часть фразы: «В СССР секса нет».

## Использование фразы в культуре
Фраза «В СССР секса нет» широко используется в России для ссылок на ханжество и антисексуальность советской культуры, табуированность публичного упоминания тем, связанных с сексом. С другой стороны, очевидная абсурдность фразы позволяет использовать её и в других контекстах — при указаниях на необъективность и мифологизированность современных описаний советской действительности.
- Герой Александра Ширвиндта в трагикомедии Эльдара Рязанова «Забытая мелодия для флейты» (1987), оправдываясь перед начальством за творчество неформальных художников, произносит фразу «Секса нет…».
- Фраза «Секса у нас нет!» несколько раз звучит в советско-польском фильме «Дежа вю» (1989).
- Этой фразой навеяно[источник не указан 864 дня] название российской телевизионной мелодрамы 2004 года «Союз без секса», повествующей о советской эпохе.

## Цитаты
Сама Иванова в 2004 году в интервью газете «Комсомольская правда» изложила альтернативную версию истории происхождения этой фразы:

В общем, начался телемост, и одна американка говорит: да вы из-за войны в Афганистане вообще должны перестать заниматься сексом с вашими мужчинами — тогда они не пойдут воевать. И пальцем всё время тычет. Я ей и ответила: в СССР секса нет, а есть любовь. И вы во время войны во Вьетнаме тоже не переставали спать со своими мужчинами.
Но все запомнили только начало фразы. А что, я не права? У нас же действительно слово «секс» было почти неприличным. Мы всегда занимались не сексом, а любовью. Вот это я и имела в виду.

То, что Иванова закончила фразу словами «У нас есть любовь», публично подтвердил режиссёр телемоста Владимир Мукусев:

…Людмила произнесла: «Секса у нас нет, и мы категорически против этого», — после чего грянули смех и аплодисменты в обеих студиях и заглушили окончание фразы: «У нас есть любовь».
Когда я монтировал программу, Людмила Иванова позвонила мне прямо в аппаратную и попросила вырезать эту фразу. Смущение и тревога звучали в её голосе. Я встал пред дилеммой. С одной стороны, я понимал, что у Людмилы после выхода передачи в эфир могут возникнуть проблемы с её родными и близкими и просто с посторонними людьми. Она может стать героиней анекдотов. С другой стороны, … убирать из передачи то, что точно объединило обе студии, — юмор, я посчитал невозможным. Я оставил эту «историческую» фразу, хотя и навлёк на себя гнев её автора.

## Историческая справка
По мнению культуролога Кристен Годси, сексуальная жизнь женщин при социализме была весьма насыщенной благодаря большей экономической независимости, чем при капитализме.
Случай на телемосте был использован лингвистом Анной Вежбицкой как пример того, что несмотря на то, что секс как явление присутствует в жизни многих людей, далеко не во всех языках мира есть слово, которое описывает его так же, как английское слово sex.
Сама Людмила Иванова позднее эмигрировала в Германию.